# Форнара, Паскуале
Паскуа́ле Форна́ра (итал. Pasquale Fornara; 29 марта 1925, Боргоманеро, Пьемонт — 24 июля 1990, Боргоманеро, Пьемонт) — итальянский шоссейный велогонщик, выступавший на профессиональном уровне в период 1949—1961 годов. Победитель четырёх этапов «Джиро д’Италия», победитель горной классификации Джиро д’Италия, победитель таких гонок как «Тур Швейцарии» (четырежды) и «Тур Романдии».

## Биография
Паскуале Форнара родился 29 марта 1925 года в коммуне Боргоманеро провинции Новара, Италия.
Впервые заявил о себе в шоссейном велоспорте в 1948 году, выиграв любительскую региональную гонку «Коппа Кадути Нервианези».
Дебютировал на профессиональном уровне в сезоне 1949 года, присоединившись к команде Legnano-Pirelli, с которой сразу же победил в генеральной классификации «Джиро деи Три Маре», финишировал восьмым на «Джиро ди Ломбардия», впервые принял участие в гранд-туре «Джиро д’Италия», где занял в общем зачёте 28 место.
В 1950 году одержал победу в гонке «Милан — Модена», был вторым на «Тур дю Лак Леман», закрыл десятку сильнейших на «Туре Швейцарии», занял 12 место на «Джиро д’Италия».
В 1951 году финишировал вторым на «Джиро дель Пьемонте», третьим на «Тре Валли Варезине», пятым на «Джиро ди Ломбардия», девятым на «Туре Швейцарии», одиннадцатым на «Джиро д’Италия».
В 1952 году выиграл один из этапов «Джиро д’Италия», став в генеральной классификации восемнадцатым, победил в общем зачёте «Тура Швейцарии».
На «Джиро д’Италия» 1953 года в течение двух дней владел розовой майкой лидера, выиграл горную классификацию, расположившись в итоговом протоколе на третьей строке позади соотечественника Фаусто Коппи и швейцарца Хуго Коблета. Помимо этого, был вторым на «Туре Романдии» и «Гран-при Лугано», третьим на «Коппа Плаччи», четвёртым в зачёте «Вызова Дегранж-Коломбо», пятым на «Туре Швейцарии».
В 1954 году выиграл «Тур Швейцарии», финишировал вторым на «Туре Романдии», «Гран-при Лугано», «Гран-при Мартини», третьим на «Джиро ди Тоскана», восьмым на «Джиро д’Италия», десятым на шоссейном чемпионате мира в Золингене.
На «Джиро д’Италия» 1955 года выиграл пятнадцатый этап, став в генеральной классификации седьмым, также впервые выступил на «Тур де Франс», показав в общем зачёте четвёртый результат. На мировом первенстве во Фраскати в групповой гонке профессионалов пришёл к финишу седьмым.
В 1956 году добавил в послужной список победу на «Туре Романдии», стал серебряным призёром «Джиро дель Пьемонте». На «Джиро д’Италия» в этот раз выиграл двенадцатый этап, в течение семи дней владел розовой майкой лидера, но в конечном счёте сошёл с дистанции. На «Тур де Франс» занял в генеральной классификации 24 место.
В 1957 году стал восьмым в зачётах гранд-туров «Джиро д’Италия» и «Вуэльта Испании», вновь был лучшим на «Туре Швейцарии».
В 1958 году в четвёртый раз одержал победу на «Туре Швейцарии», став рекордсменом по количеству побед на этих соревнованиях. Был близок к победе в общем зачёте «Вуэльты Испании», уступив лидерство только французу Жану Стаблински, тогда как на «Джиро д’Италия» стал девятым. Также финишировал вторым в гонке «Париж — Ницца», седьмым на «Вызове Дегранж-Коломбо», закрыл десятку сильнейших на «Милан — Сан-Ремо».
На «Джиро д’Италия» 1959 года в составе команды Emi-Guerra занял в генеральной классификации 21 место. 
Последний раз показывал сколько-нибудь значимые результаты в шоссейном велоспорте в сезоне 1961 года, когда в тринадцатый раз подряд принимал участие в супервеломногодневке «Джиро д’Италия» — сошёл с дистанции в ходе одного из этапов и на том завершил карьеру профессионального велогонщика.
Умер 24 июля 1990 года в Боргоманеро в возрасте 65 лет.